# Turistická značená trasa 0871
 Turistická značená trasa č. 0871 měří 7,5 km a spojuje obec Podhradie s obcí Sklabinským Podzámkom vokrese Martin v pohoří Velká Fatra na Slovensku.

## Průběh trasy
Trasa vychází z obce Podhradie proti proudu potoka Máleník, dolinou mezi vrcholy Máleník (705 m n. m.) a Diel (781)  m n. m. stoupá zrprvu mírně, ke konci prudce k vrcholu Katova skala. V této části trasa prochází přírodní rezervací Katova skala (46,7 ha). Od vrcholu trasa prudce sklesá do Kantorské doliny na kraj obce Sklabinský Podzámok. Souběžně s tokem Kantorského potoka pak dojde ke svému konci v centru obce.
| Km  | Místo               | Navazující a křižující trasy | Souřadnice                     | Nadm. výška |
| --- | ------------------- | ---------------------------- | ------------------------------ | ----------- |
| 0,0 | Podhradie           | 2731, 5649                   | 49°5′7″ s. š., 19°3′22″ v. d.  | 470 m n. m. |
| 5,2 | Katova skala        |                              | 49°3′23″ s. š., 19°2′40″ v. d. | 901 m n. m. |
| 7,5 | Sklabinský podzámok | 5635, 8636                   | 49°3′12″ s. š., 19°1′24″ v. d. | 507 m n. m. |

## Galerie

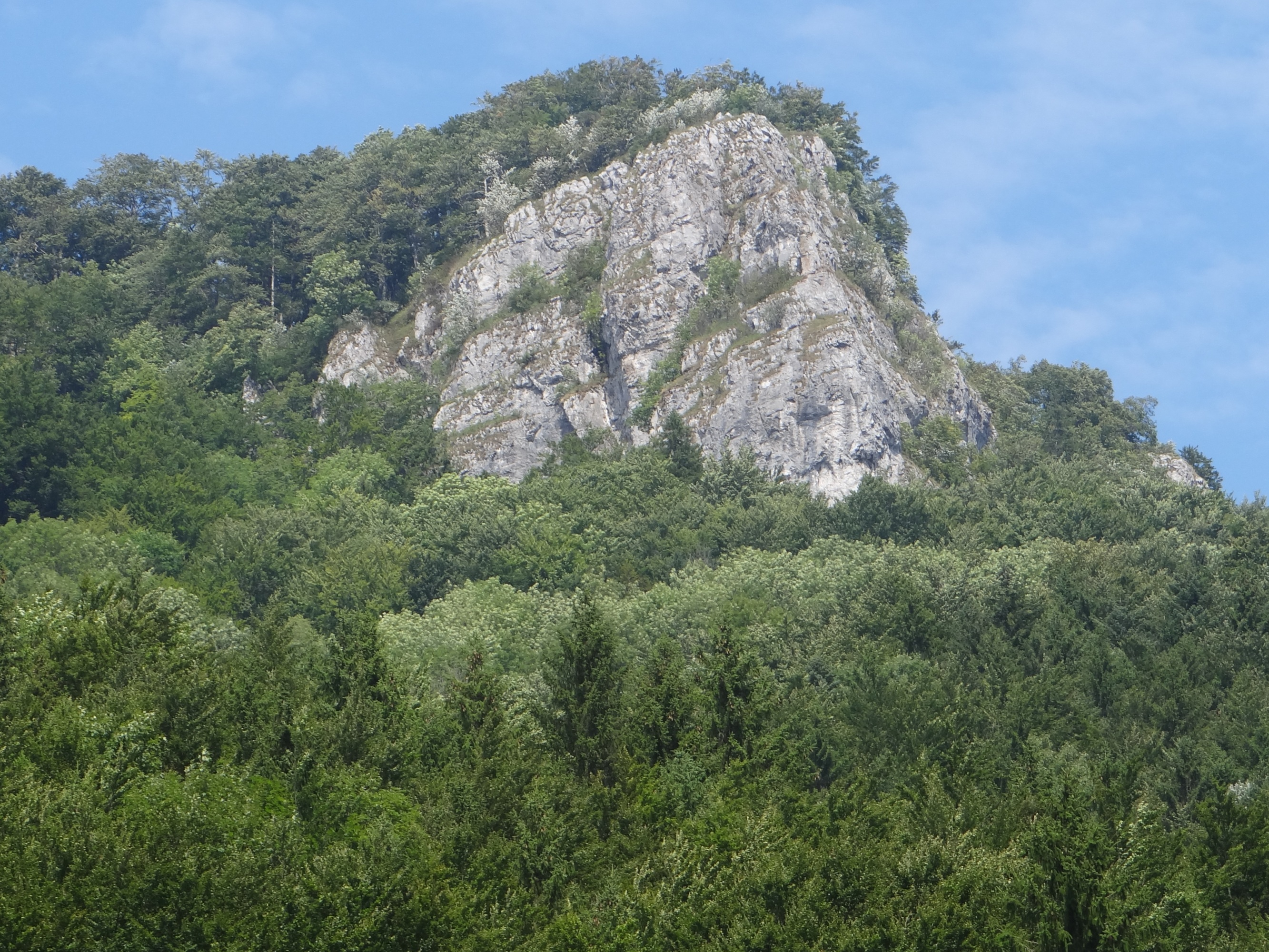
Katova skala
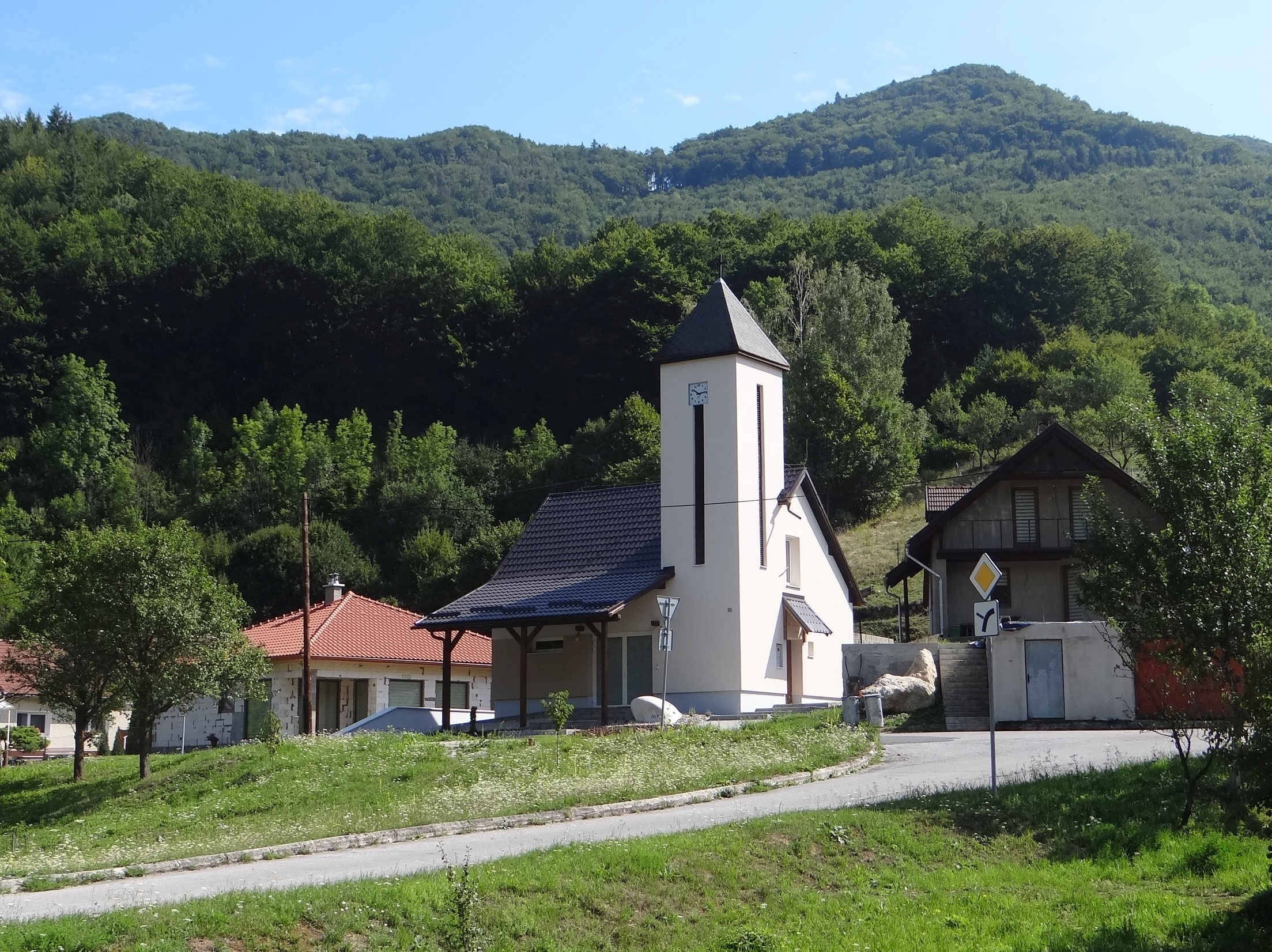
Sklabinský Podzámok